# Modelia
Modelia is een geslacht van weekdieren uit de klasse van de Gastropoda (slakken).

## Soort
- Modelia granosa (Martyn, 1784)